# Айвори, Джеймс (математик)
Это статья о математике. О кинематографисте см. Айвори, Джеймс (режиссёр)
Джеймс Айвори (англ. James Ivory; 17 февраля 1765, Данди — 21 сентября 1842, Лондон) — шотландский математик.

## Биография
Айвори родился в шотландском городе Данди, где окончил местную школу. В 1779 году поступил в Сент-Эндрюсский университет, прославивший себя в области математики. Позже изучал теологию, однако после двух семестров в Сент-Эндрюс и одного в Эдинбургском университете отказывается от всех церковных идей и в 1786 году становится ассистентом математики и естественной философии в только что образованной академии в своем родном городе. Три года спустя он становится акционером и управляющим компании по производству гибких спиннингов в Дугластауне, одновременно с этим продолжая в свободное время заниматься любимым делом.
Занимался теорией притяжения однородных эллипсоидов, эллиптическими функциями, теорией движения небесных тел, рефракцией, теорией чисел и др.
В 1806 году Айвори опубликовал доказательство малой теоремы Ферма, основанное на том, что целые числа x, 2x, 3x, ... , (p–1)x сравнимы в некотором порядке с числами 1, 2, 3, ... , p–1. Это доказательство входит ныне во все учебники элементарной теории чисел.
Сочинения Айвори опубликованы, главным образом, в «Proceedings of the Royal Society» и «Philosophical Transactions». Важнейшие из них: «On the attractions of homogeneous ellipsoides» (1809) и «On the astronomical refractions» (1823 и 1838).